# فرنسيس إل. غاريت
فرنسيس إل. غاريت (بالإنجليزية: Francis L. Garrett)‏ هو عسكري أمريكي، ولد في 7 أبريل 1919، في غرينفيل في الولايات المتحدة، وتوفي في 13 مايو 1992 في فولز تشيرش في الولايات المتحدة.